# Delahaye

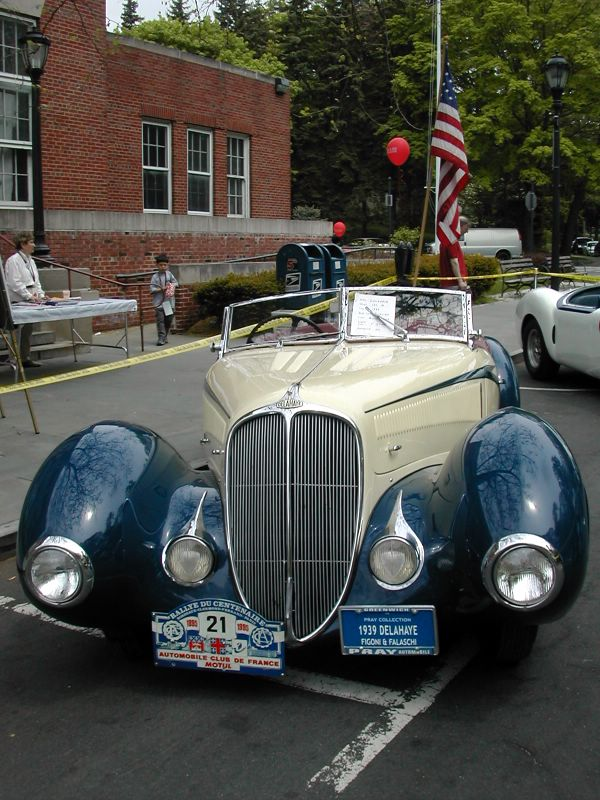
Delahaye 135MS w wersji Torpedo Roadster z 1938 roku miał nisko umieszczone reflektory przednie.

Delahaye – francuskie przedsiębiorstwe istniejące od 1894 do 1954 r. Produkowało luksusowe i sportowe samochody, jak również pojazdy użytkowe i ciężarowe.

## Historia
Założyciel firmy Delahaye, Emile Delahaye, urodził się w 1843 roku w Tours i był uzdolnionym inżynierem i konstruktorem. W 1895 roku na wystawie w Paryżu zaprezentował pierwszy skonstruowany przez siebie samochód.

## Rodzina Morane’ów
Zapotrzebowanie na pojazd szybko przekroczyło możliwości produkcyjne niewielkiej fabryki Delahaye’a. Po podjęciu współpracy z jednym z klientów firmy, Georgesem Morane’em, firma przeniosła się do jego fabryki w Paryżu i przyjęła nazwę Société des Automobiles Delahaye. Na przełomie lat 20. i 30. Delahaye wytwarzał ciężarówki i samochody klasy średniej we współpracy z firmą Chenard & Walcker. Zyskały one opinię solidnych i niezawodnych, a marka zyskała dzięki nim dobrą reputację. Na początku lat 30. kierownictwo firmy postanowiło rozpocząć produkcję bardziej luksusowych aut. Aby zyskać odpowiedni rozgłos firma zaczęła brać udział w prestiżowych rajdach i wyścigach, odnosząc w nich znaczące sukcesy.

## Złote lata
W 1934 roku powstały dwie konstrukcje samochodów osobowych, wyposażonych w firmowe, pochodzące z ciężarówek silniki. Przełomowym momentem stało się dla Delahaye’a wprowadzenie na rynek modelu 135. Jego sukces rynkowy sprawił, że firma stała się uznanym producentem aut osobowych. Do sukcesu marki przyczyniły się także znane firmy karoseryjne, które wykonywały nadwozia na zlecenie Delahaye’a, m.in. Chapron, Figoni et Falaschi oraz Letourneur et Marchand. Sukcesy sportowe zwiększyły ponadto popyt na jej auta. Pod koniec lat 30. fabryka była w okresie największego rozkwitu, mając w ofercie kilka modeli aut. Cieszyły się dobrą opinią i zapewniały wysokie osiągi. Dzięki temu marka święciła triumfy na ważnych imprezach samochodowych, w tym w 24-godzinnym wyścigu Le Mans i rajdzie Monte Carlo. W 1942 roku produkcję wstrzymano, ale po zakończeniu II wojny światowej Delahaye wznowił produkcję udanego modelu 135 i wprowadził na rynek większy, bardziej luksusowy samochód o oznaczeniu 175. Przejęto również zakłady Delage uzupełniając ofertę eleganckich modeli wyższej klasy średniej.

## Koniec działalności
Ostatnim osobowym autem był zaprezentowany w 1951 roku model 235. Jego nadwozie zostało zaprojektowane przez Philippe Charbonneaux. Następnie przedsiębiorstwo zostało przejęte przez producenta ciężarówek Hotchkiss i produkcja aut osobowych została zakończona. W połowie lat 50. firma Delahaye zniknęła z rynku, podobnie jak większość francuskich producentów luksusowych aut. Nie wytrzymała konkurencji ze strony masowych producentów Renault, Peugeot i Citroën, oraz niesprzyjającej polityki podatkowej rządu.

## Modele
- Delahaye 135
- Delahaye 135M Figoni
- Delahaye Roadster
- Delahaye 165
- Delahaye Saoutchik Roadster
- Delahaye 135MS Torpedo Roadster
- Delahaye 135MS
- Delahaye 135 Competition Court
- Delahaye T165
- Delahaye T135
- Delahaye 148
- Delahaye V.L.R.